# Уэнг, Тейлор Ган-Джин
Те́йлор Ган-Джин Уэнг (англ. Taylor Gun-Jin Wang, кит. трад. 王赣骏, упр. 王贛駿, пиньинь Wáng Gànjùn, палл. Ван Ганьцзюнь) — американский учёный и астронавт НАСА китайского происхождения, совершивший 1 космический полёт общей продолжительностью 7 суток 8 минут 47 секунд. Первый этнический китаец, побывавший в космосе. 97-й астронавт США и 168-й космонавт планеты.

## Биография
Родился 16 июня 1940 года в уезде Ганьсянь провинции Цзянси (Китайская Республика) под именем Ван Ганьцзюнь. Родители Ван Чжан (王章) и Юй Цзехун (俞潔虹), происходившие с территории современного уезда Цзяньху городского округа Яньчжоу провинции Цзянсу, в 1952 году всей семьёй переехали на Тайвань. С 1963 года изучал физику в США. С 1972 года работал старшим научным сотрудником (Senior Research Scientist) в Лаборатории реактивного движения.
Женат на Фэн Сюэпин, у них два сына: Кеннет и Эрик.
Бакалавр физических наук (Калифорнийский университет в Лос-Анджелесе, 1967),  магистр (1968) и доктор наук (1971) по физике (механика жидкости и физика твёрдого тела); с 1975 года гражданин США; затем профессор в Университете Вандербилт в Нэшвилле, Теннесси Также проводил исследования в условиях малой гравитации на самолёте NASA KC-135. Уэнг является первоисследователем акустической левитации, автором 200 статей в открытой литературе и 28 патентов США
.
Является членом нескольких научных обществ: Американское физическое общество, Американское акустическое общество, Американский институт аэронавтики и астронавтики, Научно-исследовательское общество «Сигма XI», Научно-исследовательское общество материаловедения.

## Полёт в космос
В 1985 году совершил космический полёт в составе миссии STS-51B/United States Microgravity Laboratory-1 (USML-1) общей продолжительностью 7 суток 00 часов 08 минут. Выполнял роль специалиста по полезной нагрузке. Для корабля «Челленджер» это был 7-й полёт в космос, а в сумме уже 17-й полёт по программе «Спейс шаттл». Корабль стартовал 29 апреля 1985 года из Космического центра имени Кеннеди во Флориде, а посадка произошла 6 мая в Калифорнии на авиабазе Эдвардс.
Во время миссии на борту шаттла второй раз находилась лаборатория Европейского космического агентства «Спейслэб-3», в которой Уэнг вместе с коллегами по экипажу проводил эксперименты и наблюдения по росту кристаллов, обработке материалов, атмосферной газовой спектроскопии, солнечному и планетарному атмосферному моделированию, космическим лучам, а также мониторинг состояния лабораторных животных и человеческого организма.